# Kanabec County
Kanabec County is een county in de Amerikaanse staat Minnesota.
De county heeft een landoppervlakte van 1.360 km² en telt 14.996 inwoners (volkstelling 2000). De hoofdplaats is Mora.

## Foto's

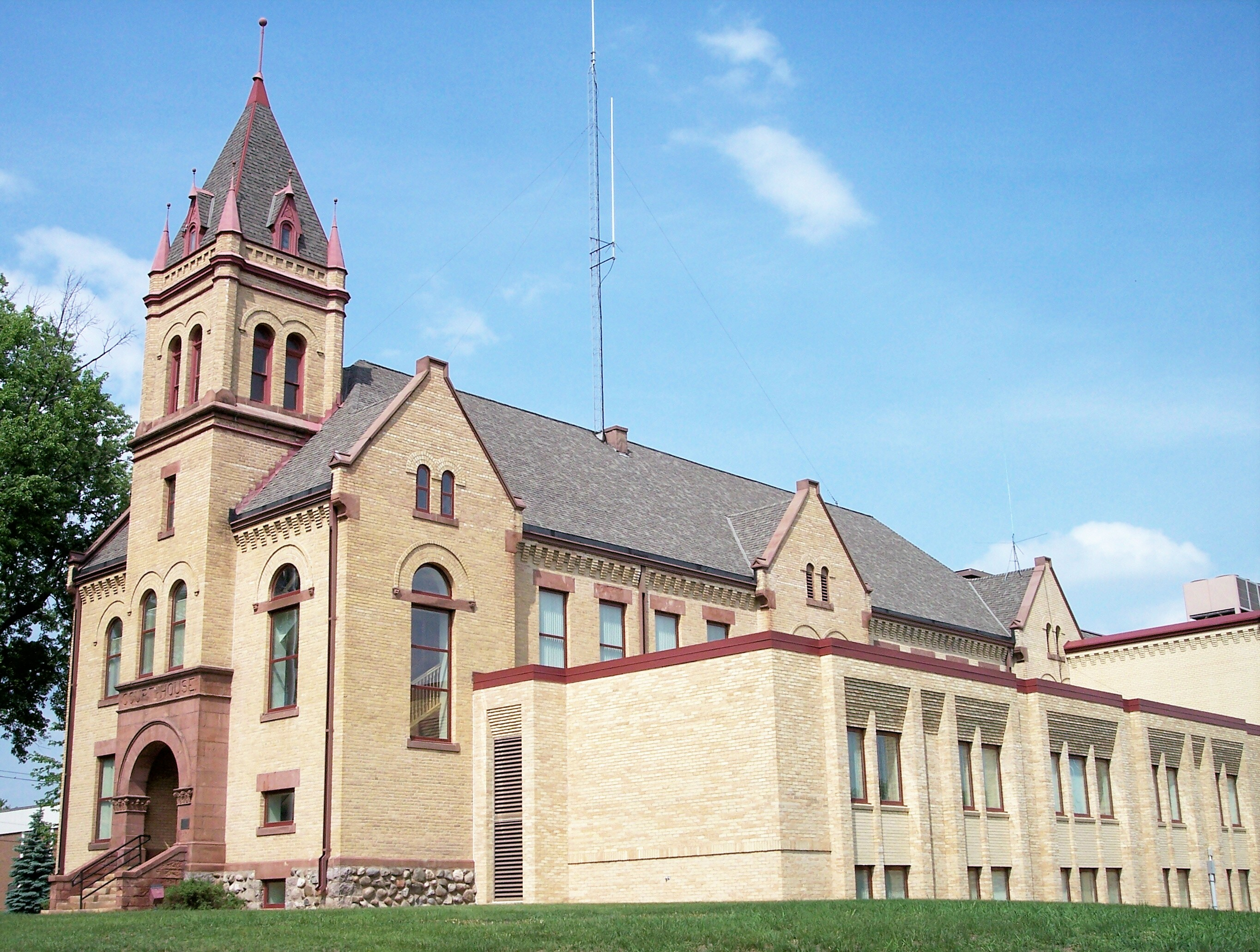
Rechtbank
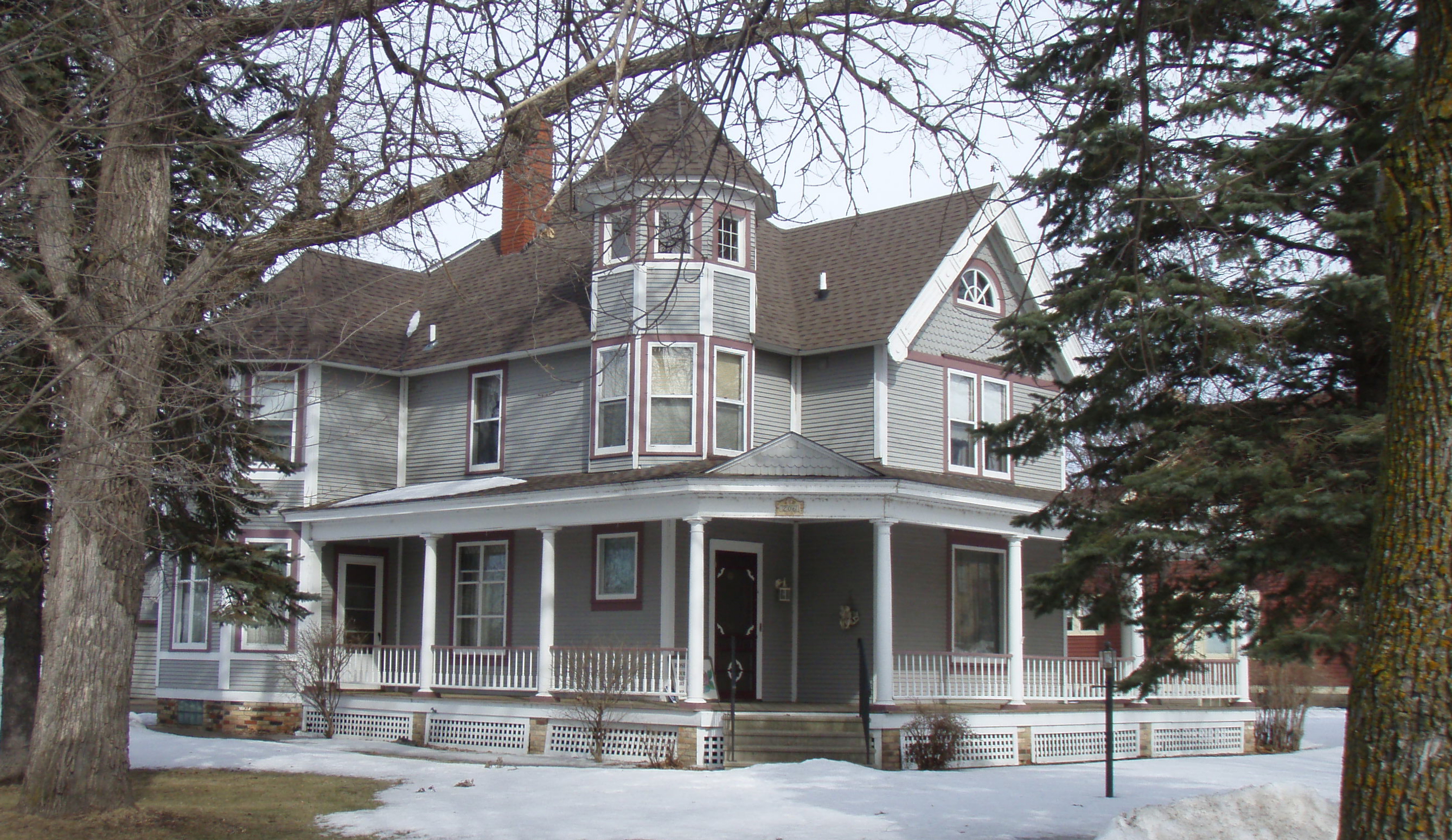
C.E. Williams Huis in Mora
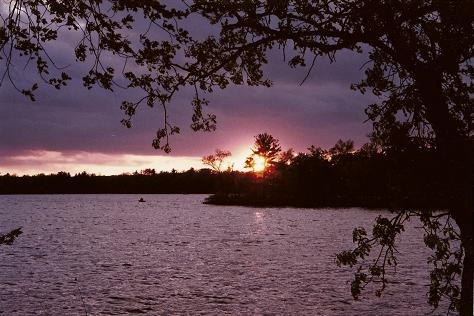
Vismeer